# Asterrevolutie
De Asterrevolutie (Hongaars: Őszirózsás forradalom) was een revolutie in Hongarije, aangevoerd door graaf Mihály Károlyi. De revolutie vond plaats tijdens de laatste dagen van de Eerste Wereldoorlog en leidde tot de oprichting van de kortstondige Democratische Republiek Hongarije.
Haar naam dankt deze revolutie aan de asters die burgers en gedemobiliseerde soldaten in Boedapest op hun hoeden speldden, om hun steun uit te drukken voor de sociaaldemocratische Hongaarse Nationale Raad en de eerder linkse graaf Mihály Károlyi. De Hongaarse Nationale Raad, die pleitte voor de Hongaarse afscheiding van Oostenrijk-Hongarije, was mede opgericht door Károlyi. In de vroege uurtjes van 31 oktober 1918 namen manifestanten van de Hongaarse Nationale Raad, geholpen door soldaten van de Honvéd, openbare gebouwen in in Boedapest en droegen hierbij vaak asters op hun kleding. Hierna trad premier János Hadik af en werd voormalig premier István Tisza vermoord. Tisza was een van de relatief weinig dodelijke slachtoffers van deze revolutie en zijn dood veroorzaakte internationale ophef.
Tegen het einde van de dag was koning Karel IV gedwongen om de staatsgreep te erkennen en Károlyi werd de nieuwe premier van Hongarije. Deze zegde de Ausgleich van 1867 op en maakte hiermee formeel een einde aan Oostenrijks-Hongaarse unie. Op 13 november publiceerde Karel IV een afkondiging, waarin hij het recht van Hongarije erkende om een eigen staatsvorm te kiezen en waarin hij zich zelf terugtrok van alle Hongaarse staatsaangelegenheden. Op 16 november riep de regering onder leiding van graaf Károlyi vervolgens de Democratische Republiek Hongarije uit, waarvan Károlyi zelf ook de functie van provisionele president zou waarnemen.
In maart 1919 werd de Democratische Republiek echter omvergeworpen door een staatsgreep van communisten, die de Hongaarse Radenrepubliek afkondigden. Nadien werd het communistische Hongarije onder de voet gelopen door de Roemenen tijdens de Hongaars-Roemeense Oorlog, waarna (na een kortstondig herstel van de Democratische Republiek) de monarchie (slechts nominaal) werd hersteld, zij het als een van Wenen onafhankelijke staat: het koninkrijk Hongarije.